# سارا سالامو
سارا آینهوا کانسپسیون سالامو (زاده ۲۰ ژانویه ۱۹۹۲) یک بازیگر اهل اسپانیا است که به خاطر بازی‌هایش در مجموعه‌های تلویزیونی مانند آرایان (۲۰۰۱–۲۰۱۳)، بی اند بی (۲۰۱۵) و بریگادا کاستا دل سول (۲۰۱۹) شناخته می‌شود.

## زندگی‌نامه
سارا سالامو در ۲۰ ژانویه ۱۹۹۲ در سانتا کروز، جزایر قناری به دنیا آمد. پس از شرکت او در یک فیلم کوتاه به نویسندگی پدرش در سن ۱۱ سالگی، او به هنرهای نمایشی علاقه پیدا کرد. او در سن ۱۸ سالگی به مادرید نقل مکان کرد تا حرفه‌ای به عنوان بازیگر را دنبال کند. در سال ۲۰۱۲، او اولین بازی تلویزیونی خود را با یک نقش کوچک در سریال تلویزیونی toledo، انجام داد، و به‌طور موقت به مالاگا نقل مکان کرد تا در سریال منطقه ای آندلس مورد سبز بازی کند.
در سال ۲۰۱۳، سالامو اولین فیلم بلند خود را با فیلم Tres 60 انجام داد، یک فیلم برای نوجوان‌ها که در آن او هنرجوی هنرهای زیبا را اجرا کرد. او در نقش‌های مکمل در سریال‌هایی مانند: کسی ک می‌گیرد، ایدا، از دهان به دهان، عقاب سرخ ظاهر شد. اولین نقش مهم او در تلویزیون ملی، اجرای او در نقش کایتانا در درام B&B در محل کار بود که از سال ۲۰۱۴ تا ۲۰۱۵ در Telecinco پخش شد. در سال ۲۰۱۷، او با فوتبالیست ایسکو آلارکون، وارد رابطه شد.
او در سال ۲۰۱۸ در فیلم‌های ضرر و همه می‌دانند ظاهر شد و در نقش «بوهیتا» در سریال جنایی Brigade Costa del Sol در سال ۲۰۱۹ بازی کرد که در کاستا دل سول اتفاق می‌افتد.

### فیلم همه می‌دانند

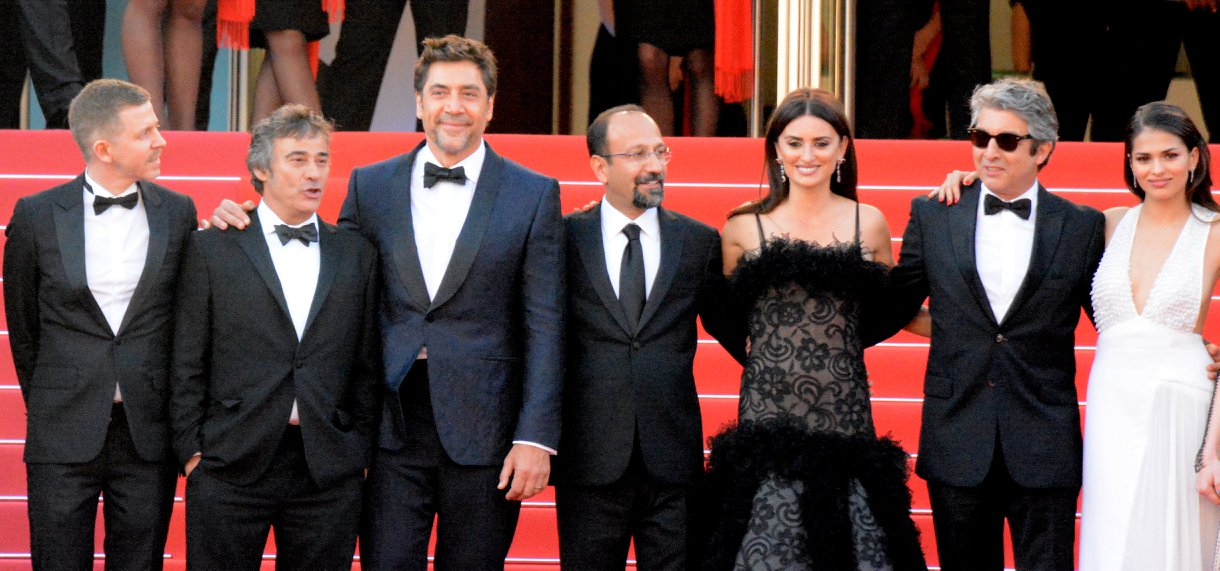
سارا سالامو در فیلم همه می‌دانند در کنار اصغر فرهادی

فیلم همه می‌دانند که می‌توان گفت مشهورترین فیلمی است که سارا سالامو در ان بازی کرده به کارگردانی اصغر فرهادی ساخته شده و فیلمی در ژانر تریلر روان شناختی می‌باشد. این فیلم که هشتمین فیلم بلند اصغر فرهادی است به زبان اسپانیایی ساخته شده‌است و بازیگرانی همچون خاویر باردم، پنه‌لوپه کروز و ریکاردو دارین در آن ایفای نقش می‌کنند. همه می‌دانند نخستین بار در جشنواره فیلم کن سال ۲۰۱۸ میلادی اکران شد و به عنوان فیلم افتتاحیه نیز به نمایش درآمد. همه می‌دانند دومین فیلم اسپانیایی زبانی بود که در تاریخ جشنواره بین‌المللی فیلم کن به عنوان فیلم افتتاحیه انتخاب شد. سارا سالامو در فیلم همه می‌دانند در نقش روسیو، دختر فرناندو (با بازی ادوآرد فرناندس) و ماریانا (با بازی الویرا مینگس) ظاهر شد.

## زندگی شخصی

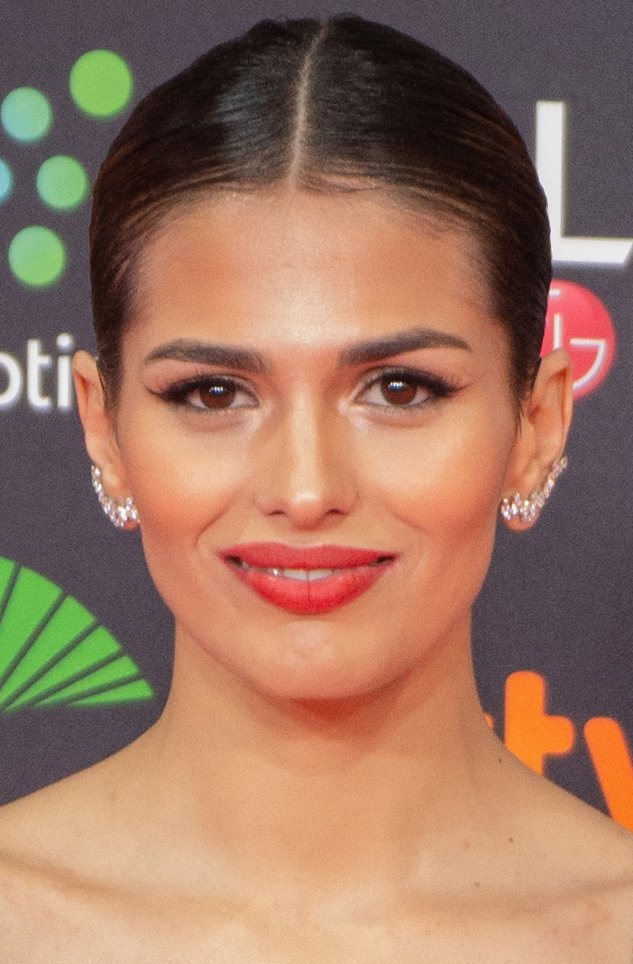

سارا در سال ۲۰۱۷ با ایسکو وارد رابطه شد. سارا و ایسکو دارای دو فرزند به نام‌های تئو و پیرو هستند.

## فیلم‌ها
| سال  | اسم         | نقش           |
| ---- | ----------- | ------------- |
| ۲۰۱۸ | ترک‌های خارا | النور         |
| ۲۰۱۸ | همه می‌دانند | روشیو         |
| ۲۰۱۸ | گم شد       | کلودیو مارینی |
| ۲۰۲۰ | سال خشم     | جنی           |
| ۲۰۲۱ | پناهگاه     | الکس          |

| سال     | اسم                   | نقش             | وضعیت    |
| ------- | --------------------- | --------------- | -------- |
| ۲۰۱۲    | چهارراه               | ویولانته آراگون | مهمان    |
| ۲۰۱۲    | مورد سبز              | استر ماچادو     | نقش اصلی |
| ۲۰۱۴–۱۵ | دهان به دهان          | کایتانا         | نقش اصلی |
| ۲۰۱۷    | اونی ک داره میاد      | اولیویا         | مهمان    |
| ۲۰۱۸    | نارون و بلوط          | دکتر اگیلار     |          |
| ۲۰۱۹    | Brigada Costa del Sol | یولاندا         | نقش اصلی |